# Rifts
Rifts är ett amerikanskt rollspel skapat av Kevin Siembieda 1990 och har kontinuerligt publicerats av Palladium Books sedan dess. Rifts utspelas i en post-apokalyptisk framtid med element av science fiction, fantasy, skräck, western och flera andra genrer. Sedan spelet skapades har fler än 250 000 exemplar av den ursprungliga regelboken sålts och över 60 böcker har skrivits till det.
Rifts fungerar som en brygga för en brett antal andra spel från Palladium. Spelens olika miljöer sammanfogas genom de så kallade "sprickor" (en: rifts) i rummet, tiden och verkligheten. Genom Palladiums universella strids- och konverteringssystem kan rollpersoner och element från olika spel interagera och kombineras på nya sätt vilket resulterar i en helt unik rollspelsmiljö som Palladium kallar "Rifts Megaverse" (ungefär Rifts megaversum på svenska), vilket även är ett registrerat varumärke.
Rifts innehåller ämnen som vissa läsare invänder sig emot som våld, magi, droger, galenskap och ondska. Varje Rifts-bok har en förbehållstext och varning om att boken är olämplig för unga läsare. Spelet beskriver sig själv som ett "avancerat" rollspel och inte ett introduktionsspel för nybörjare inom rollspelshobbyn. Palladium uppskattar att fler än 1,5 miljoner människor har spelat Rifts och flera gånger det antalet har hört talas om det.
Palladium fortsätter att publicera böcker till spelet. Rifts Ultimate Edition släpptes i augusti 2005 och var uppdaterad med Palladiums stegvis växande förändringar av dess system - förändringar i spelvärlden och ytterligare information, samt rollpersontyper. På spelets webbplats påpekas att detta inte är en andra upplaga utan en förbättrad och utökad version av det ursprungliga rollspelet.

## Spelvärld
Rifts spelvärld bildar en unik bakgrund för berättelser och rollspel. Grundvalarna till Rifts-världen skapades ursprungligen i Palladiums spel Beyond the Supernatural (1987) som använder Lovecraftisk berättarteknik för en rollspelsupplevelse baserad på skräcklitteratur.
Spelvärlden är mycket mångsidig - nästan vad som helst kan hända i en spelomgång med Rifts och berättelserna kan vara allt ifrån mörka och spöklika till udda och egendomliga. Sprickorna (rifts) låter rollpersonerna resa genom tiden till nya världar eller parallella universa. Utomjordisk magi långt bortom jordens gamla sagor existerar tillsammans med futuristisk hyperavancerad teknologi som ger användaren något av en chans mot dessa övernaturliga krafter. Det är inte ovanligt att en spelomgång med Rifts innehåller en trollkarl stridandes mot en flotta av flygande robotar, och inte heller otänkbart för en alv eller dvärg att få en bionetisk arm. Magiska varelser som älvor och drakar är på grund av sin övernaturliga natur, oförmögna att få tekniska/cybernetiska proteser eller implantat. Detta gäller även för varelser som har förmåga att regenerera eftersom nämnda implantat skulle stötas bort när kroppen reparerar sig själv. En annan unik faktor, känd som "Techno Wizardry", är en föreningspunkt mellan modern teknologi och forntida magi, vilken gör magiskt drivan vapen, rustningar och fordon möjliga.